# أرسترخ لنتولف
أرسترخ لنتولف (بالروسية: Аристарх Васильевич Лентулов) مولود يوم 4 يناير 1882 و توفي يوم 15 أبريل 1943 هو رسام روسي من الطليعي الرئيسية التكعيبية، الذي عمل أيضا في ديكور المسارح.

## معرض صور

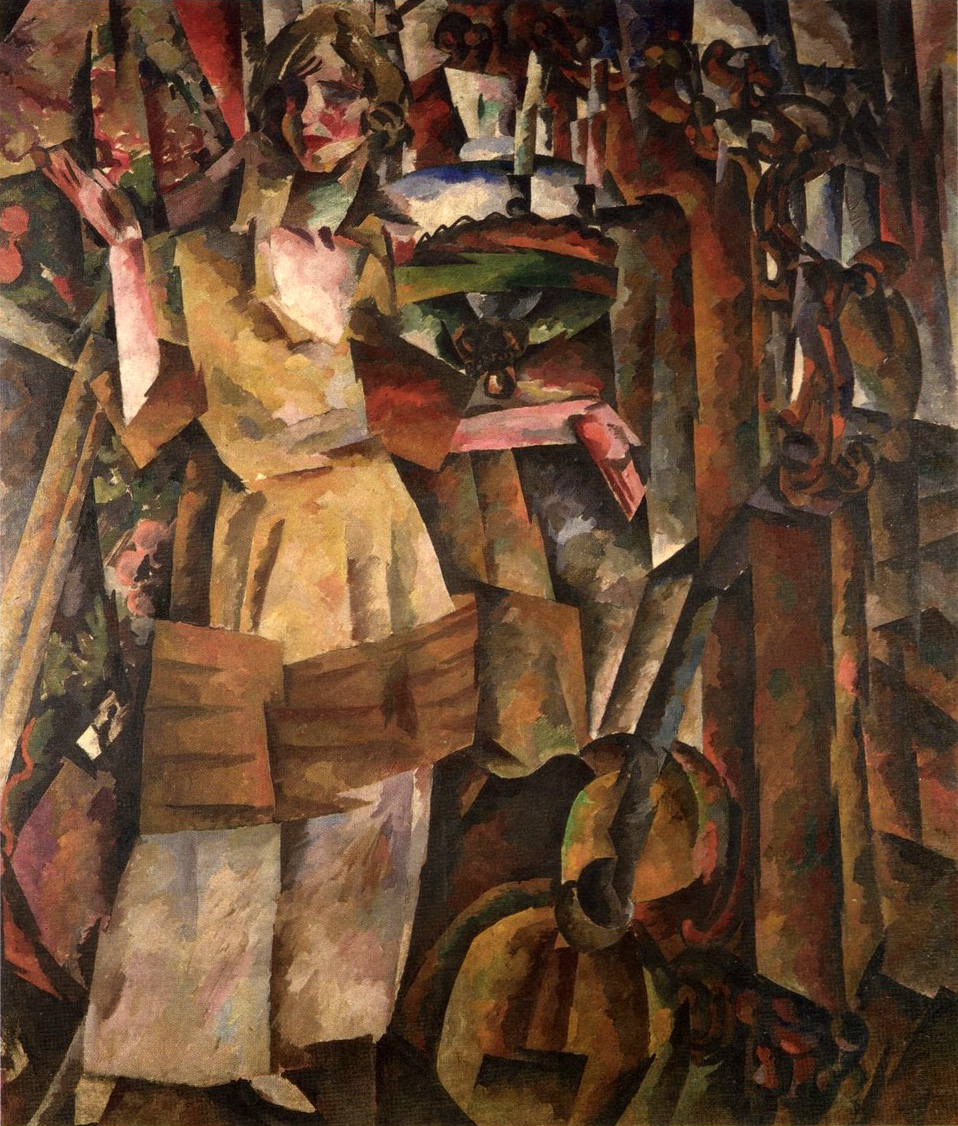
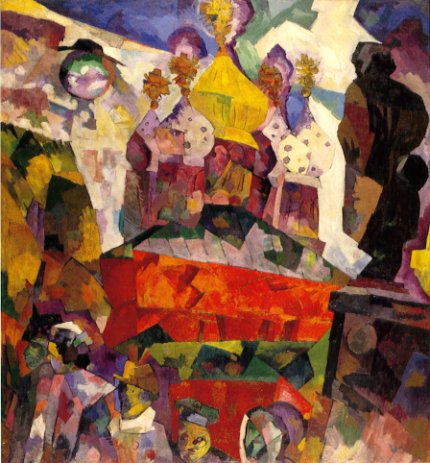
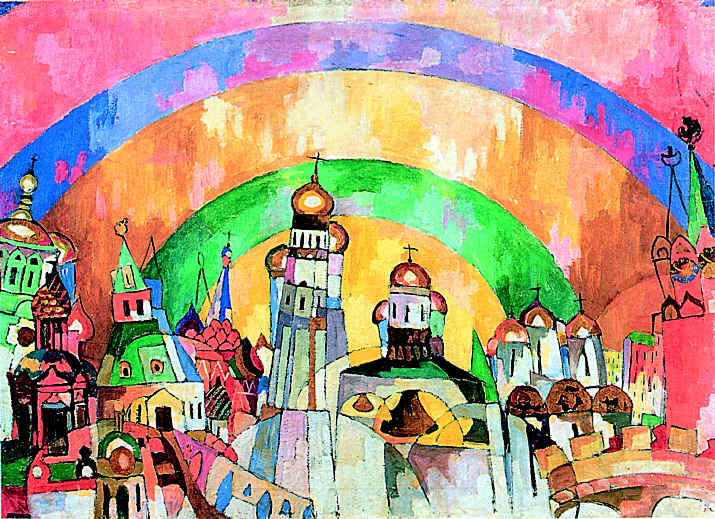
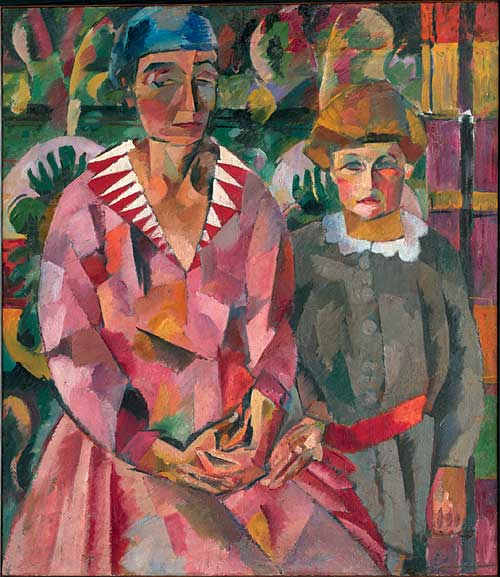
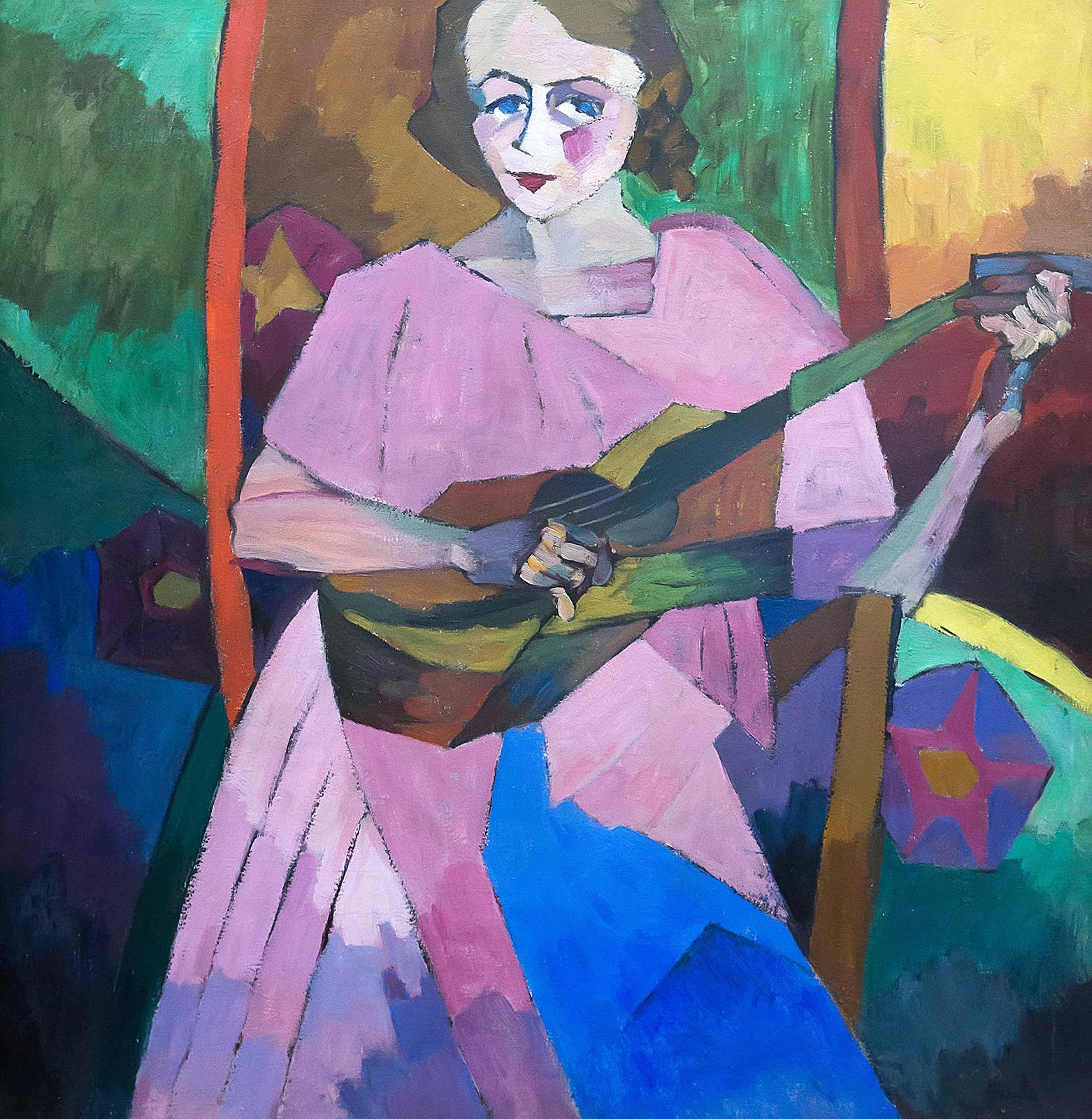

## روابط خارجية
- أرسترخ لنتولف على موقع الموسوعة البريطانية (الإنجليزية)
- أرسترخ لنتولف على موقع ديسكوغز (الإنجليزية)